# Алессандра Мартінес
Олександра Мартінес (італ. Alessandra Martines; нар.19 вересня 1963, Рим, Італія) — італійська акторка, танцюристка, співачка, телеведуча та музикантка.

## Біографія
Троюрідна сестра Карли Бруні та Валерії Бруні Тедескі, вона переїхала до Франції з родиною у віці п'яти років. У підлітковому віці вона вступила до Паризької консерваторії, де вивчала сольфеджіо, історію та теорію танцю, класичну музику і танці.

### Кар'єра
Мартінес дебютувала в дуже молодому віці, коли виступала танцюристкою Цюрихського оперного театру у 1972. Після деякого часу роботи в США, в тому числі в Чиказькому міському балеті, вона переїхала до Риму, де працювала в Театрі дель Опера. 
У 1985 році вона почала співпрацювати з RAI, пізніше вона здобула велику популярність завдяки суботнім вечірнім шоу Fantastico та Europa Europa, а потім завдяки своєму зображенню принцеси Фантагіро в серіалі "Печера Золотої троянди" (Fantaghirò series) .
У кіно вона найбільш відома своїми інтерпретаціями під керівництвом свого колишнього чоловіка, французького режисера Клода Лелуша, у кількох фільмах, включаючи «Знедолені» та «А тепер, пані та панове». Вона також грала на сцені, зокрема у виставі «L'appartamento» Франки Валері .

## Родина
Мартінес має доньку від Клода Лелуша, з яким вона була одружена між 1995 та 2009 роками. 
У 2012 році, у віці 49 років, народила третю дитину сина Гуґа, від свого партнера Сіріла Дескура.
Розмовляє рідною італійською та французькою мовами.

## Фільмографія (вибрана)
| Рік  | Назва                  | Роль      | Примітки     |
| ---- | ---------------------- | --------- | ------------ |
| 1988 | Міс Аризона            | Марта     |              |
| 1991 | Печера Золотої троянди | Фантаґіро | Головна роль |
| 1992 | Печера Золотої троянди | Фантаґіро | Головна роль |
| 1993 | Печера Золотої троянди | Фантаґіро | Головна роль |
| 1994 | Печера Золотої троянди | Фантаґіро | Головна роль |
| 1995 | Печера Золотої троянди | Фантаґіро | Головна роль |
| 1996 | Печера Золотої троянди | Фантаґіро | Головна роль |